# Снежана Минић
Минић Снежана (Ниш, 22. јануар 1958) професорка је немачког језика у Нишу. Основну школу и Гимназију „Стеван Сремац” завршила је у родноме Нишу (1976), а германистику (1976—1981) и постдипломске студије на Филолошком факултету у Београду.

## Рад
Прву песму објавила је у Листу младих 68 (1973). Преводи многобројне песме и есеје са немачког језика. Била је члан редакције часописа Знак (1978—1981). Добила је награду Смели цвет, Републичке конференције ССО Србије (1981) за књигу песама Слике иза кулиса.

### Сарадња са часописима
Сарађује са многобројним часописима и листовима:
- Лист младих 68 (1973—1976)
- Народне новине (1973—1976)
- Градина (1974—1976, 1982—1984)
- Студент (1976—1978, 1982)
- Повеља октобра (1875, 1980)
- Књижевна реч (1976—1981, 1983—1984)
- Видици (1977—1979, 1982)
- Дело (1978)
- Савременик (1978)
- Омладинске новине (1978)
- Књижевна критика (1979)
- Даље (1981, 1982)
- Поља (1982)
- Књижевне новине (1984, 1986—1987)
- Књижевност (1985)
- Летопис МС (1986)
- Писмо (1986)
- Живот (1987)
- Свеске Задужбине Иве Андрића (1987)